# Spartak Pecani
Spartak Pecani (ur. 27 maja 1952 w Tiranie) – albański reżyser i producent filmowy.

## Życiorys
Studiował reżyserię filmową w Instytucie Teatru i Kinematografii w Bukareszcie, ale z uwagi na pogorszenie stosunków dyplomatycznych albańsko-rumuńskich studia musiał przerwać. Dokończył je w 1975 w Instytucie Sztuk w Tiranie. Po ukończeniu studiów rozpoczął pracę w Studiu Filmowym Nowa Albania. Zadebiutował w 1977 filmem Streha e re, ale największe uznanie przyniosły mu filmy fabularne zrealizowane w latach 80. – 
Kohë e largët i Shirat e vjeshtës. Za ten ostatni otrzymał drugą nagrodę na VI Festiwalu Filmów Albańskich w Tiranie. Na VIII Festiwalu Filmów Albańskich jedną z głównych nagród zdobyło kolejne dzieło Pecaniego – Treni niset më shtatë pa pesë. W 2013 po długiej przerwie zrealizował we współpracy z Brytyjczykami film Ada, na motywach powieści Fatosa Kongoliego, a w 2018 film Bolero në vilën e pleqve. W swoim dorobku ma 14 filmów fabularnych.
W latach 1997–1999 kierował Narodowym Centrum Kinematografii, a następnie objął kierownictwo Studia Filmowego Eurostar.

## Filmografia
- 1977: Streha e re
- 1980: Një gjeneral kapet rob
- 1980: Ne vinim nga lufta
- 1981:  Si gjithë të tjerët
- 1983: Kohë e largët
- 1984: Shirat e vjeshtës
- 1985: Të mos heshtësh
- 1986: Fjalë pa fund
- 1988: Treni niset më shtatë pa pesë
- 1990: Vetmi
- 1991: Enigma
- 1995: Vazhdojmë me Bethovenin
- 1995: Përdhunuesit
- 2008: Sekretet
- 2013: Ada
- 2022: Bolero në vilën e pleqve